# John W. Snow

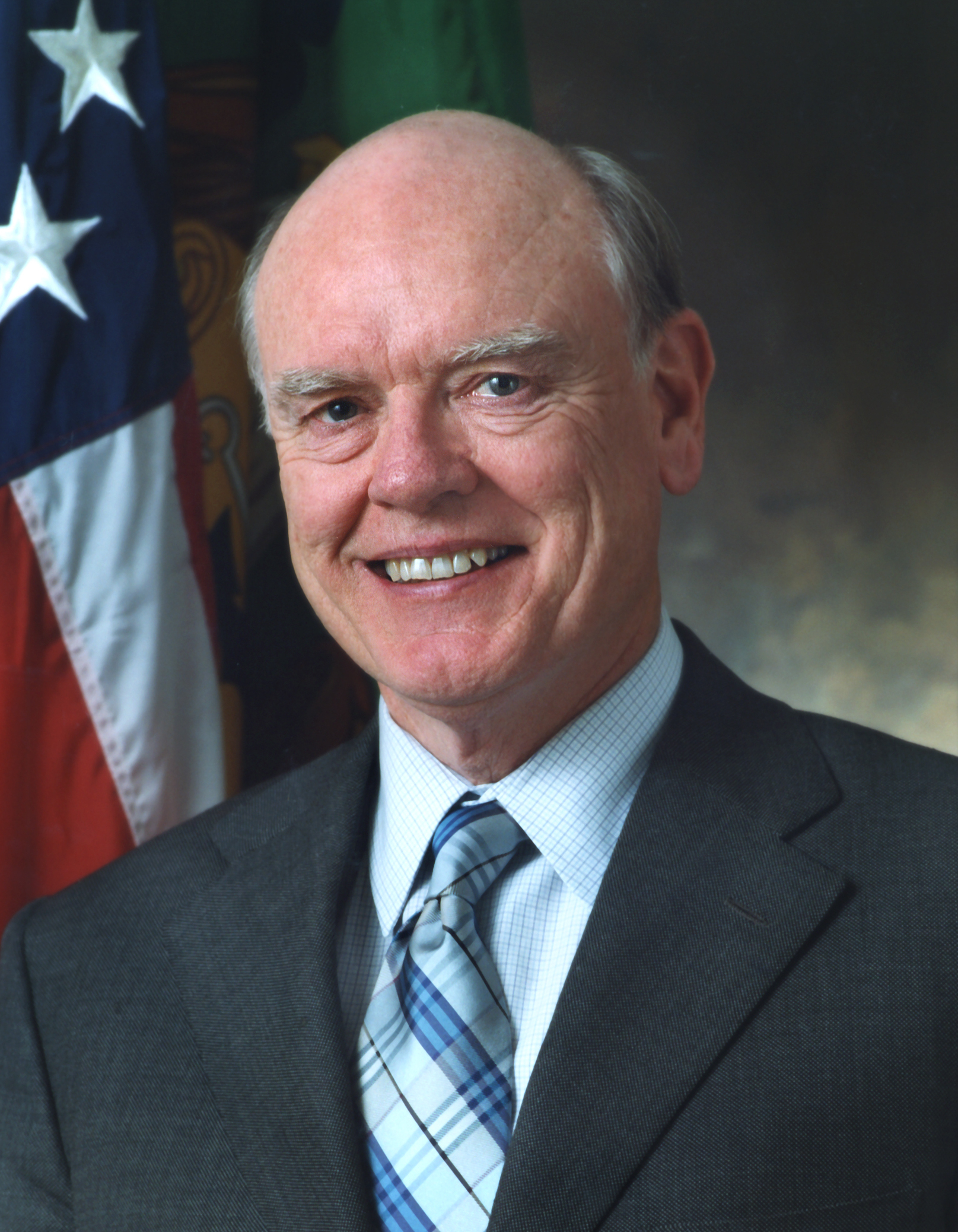
John W. Snow

John William Snow (* 2. August 1939 in Toledo, Ohio, USA) war der 73. Finanzminister der Vereinigten Staaten von Amerika, der den Posten am 3. Februar 2003 von Paul O’Neill übernahm.

## Karriere
Ab dem 1. September 1987 bis zum 17. Februar 1990 sowie erneut ab dem 11. April 2000 bis zum 30. November 2000 war John W. Snow Präsident der CSX Transportation und somit für den operativen Betrieb zuständig. Gleichzeitig war er vom 1. September 1987 bis zum 31. Dezember 1991, sowie vom 27. März 1992 bis zum 30. November 2002 Vorsitzender des Aufsichtsrates der Bahngesellschaft.
Gleichzeitig war er auch von 1988 bis zum Januar 2003 Chief Executive Officer und Präsident der Muttergesellschaft CSX Corporation, sowie von 1991 bis 2003 Aufsichtsratsvorsitzender.
Er war von 1994 bis 1996 Vorsitzender der Business Roundtable, einer aus 250 CEOs der größten US-Unternehmen bestehenden Gruppe zur gemeinsamen Beeinflussung der Politiker. Die Organisation hatte großen Anteil an der Verabschiedung des nordamerikanischen Freihandelsabkommens NAFTA.

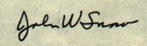
Unterschrift von John W. Snow auf US-$-Banknoten

Snow wurde von Präsident George W. Bush am 13. Januar 2003 als Finanzminister vorgeschlagen und einstimmig vom US-Senat bestätigt.
Seine vorherigen Ämter umfassten den Posten als Leiter der National Highway Traffic Safety Administration, Stellvertretender Staatssekretär, Assistent für Regierungsangelegenheiten und Stellvertretender Assistent für Politik, Pläne und internationale Angelegenheiten.
Am 26. Mai 2006 gab Snow sein Ausscheiden aus dem Amt des Finanzministers per 3. Juli 2006 bekannt. Als sein Nachfolger wurde am 30. Mai Henry Paulson vorgestellt.
Seit 1. November 2006 ist John Snow CEO des internationalen Finanzinvestors Cerberus.

## Persönlich
John Snow begann ein Studium am Kenyon College und der University of Toledo, wo er 1962 einen Abschluss erlangte. Später promovierte er im Bereich Wirtschaft an der University of Virginia. Er schloss 1967 ein Jura-Studium an der George Washington University ab und unterrichtete danach Wirtschaft an der University of Maryland und Recht an der George Washington University. Er war 1977 Gastmitglied des American Enterprise Institute und zwischen 1978 und 1980 ein Distinguished Fellow (Mitglied von hohem Rang) an der Yale School of Management.
Snow lebt in Richmond, Virginia mit seiner Frau Carolyn. Er hat drei Kinder und drei Enkel.

## Zitate
- „The cost of the [Iraq] war will be small. We can afford the war, and we’ll put it behind us.“ („Die Kosten des Irakkrieges werden gering sein. Wir können uns den Krieg leisten, und wir werden ihn hinter uns bringen.“) – New York Times, 9. März 2003.

- „Germany will have a comeback.“ – In einem Beitrag auf CNBC Europe bezüglich der Wirtschaftslage in der Eurozone am 28. Juni 2005.